# Équipe cycliste 3M
Pour les articles homonymes, voir 3M (homonymie).
L'équipe cycliste 3M est une équipe cycliste belge active avec le statut d'équipe continentale entre 2013 et 2016. Elle a été créée durant le second semestre de l'année 2012 et est sponsorisée par 3M.

## Histoire de l'équipe

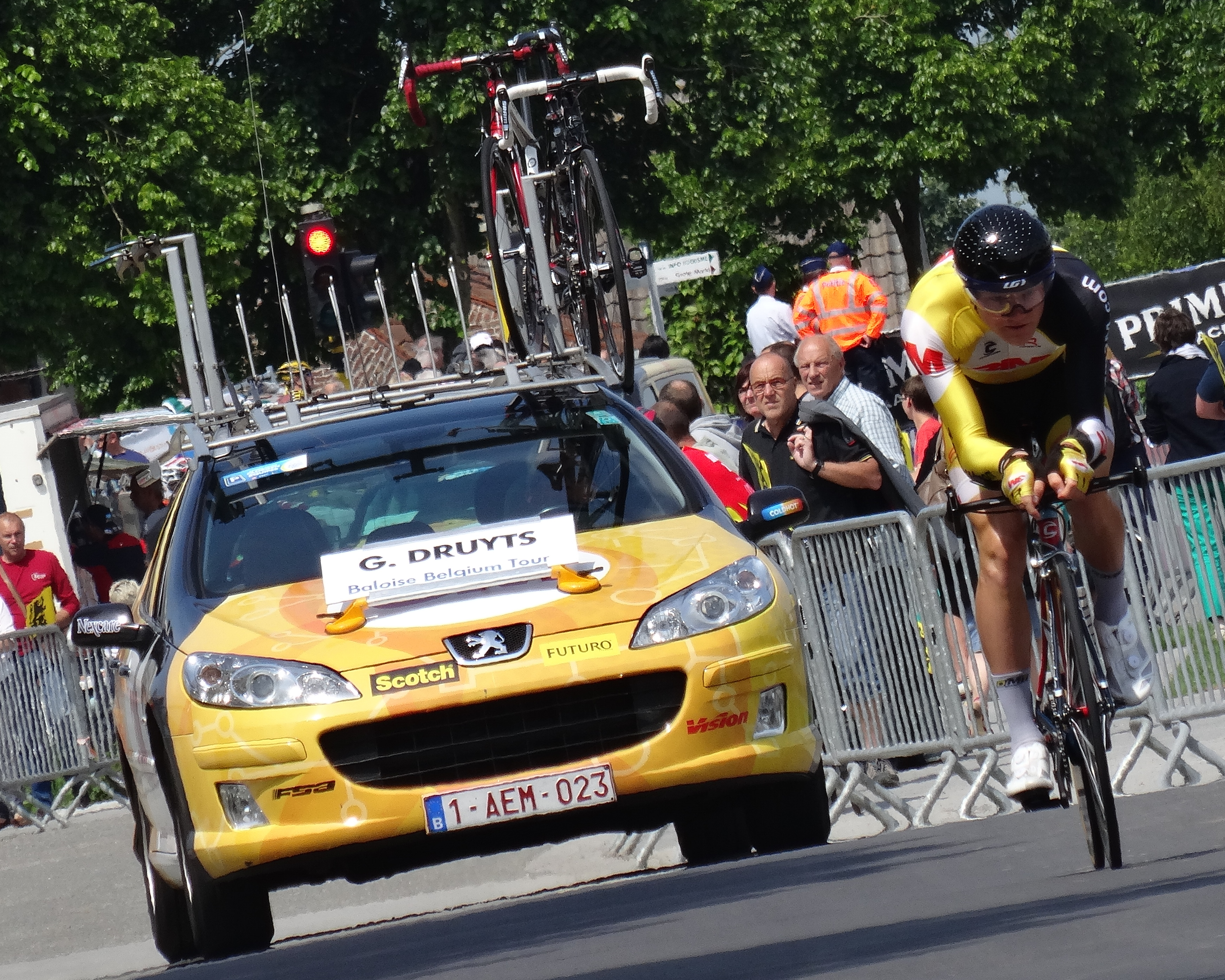
Gerry Druyts lors du contre-la-montre de la 3e étape du Tour de Belgique 2014 à Dixmude. Les couleurs dominantes de l'équipe sont le jaune et le noir.

### 2012: création de l'équipe
En octobre 2012, l'équipe de club Fuji Test recrute dix coureurs : Timothy Stevens, Jimmy Janssens, Sibrecht Pieters, Michael Vingerling, Marius Bernatonis, Thomas Vanhaecke, Timothy Vangheel, Joren Segers, Joop de Gans et Kess Heytens. Les préparations ont lieu pour créer une équipe continentale, et il est envisagé d'ici cinq ans d'en faire une équipe continentale professionnelle.

### 2013: première saison
La saison 2013 est la première de 3M en tant qu'équipe continentale. Elle porte ce nom depuis le 1er janvier, et doit le garder pendant trois saisons grâce à un mandat, avec option de renouvellement, avec la société 3M.

### 2014: deuxième saison
L'équipe ne remporte aucune victoire UCI en 2014. On peut néanmoins distinguer la 4e place de Tim Vanspeybroeck à la Topcompétition 2014 lors de la neuvième et dernière manche : le Grand Prix des commerçants de Templeuve. Il a été leader de celle-ci à l'issue du Grand Prix Criquielion, du Mémorial Philippe Van Coningsloo et de la Flèche ardennaise.

### 2015: troisième saison
Mi-octobre 2014, 3M annonce que Jimmy Janssens, Melvin van Zijl, Christophe Sleurs et Michael Vingerling sont conservés, et le recrutement de Dimitri Peyskens (Lotto-Belisol U23), Martijn Degreve (EFC-Omega Pharma-Quick Step), Jack Sadler (Rapha Condor JLT) et Elliot Porter (Rapha Condor JLT).

## Classements UCI
L'équipe participe aux circuits continentaux et principalement à des épreuves de l'UCI Europe Tour. Les tableaux ci-dessous présentent les classements de l'équipe sur les différents circuits, ainsi que son meilleur coureur au classement individuel.

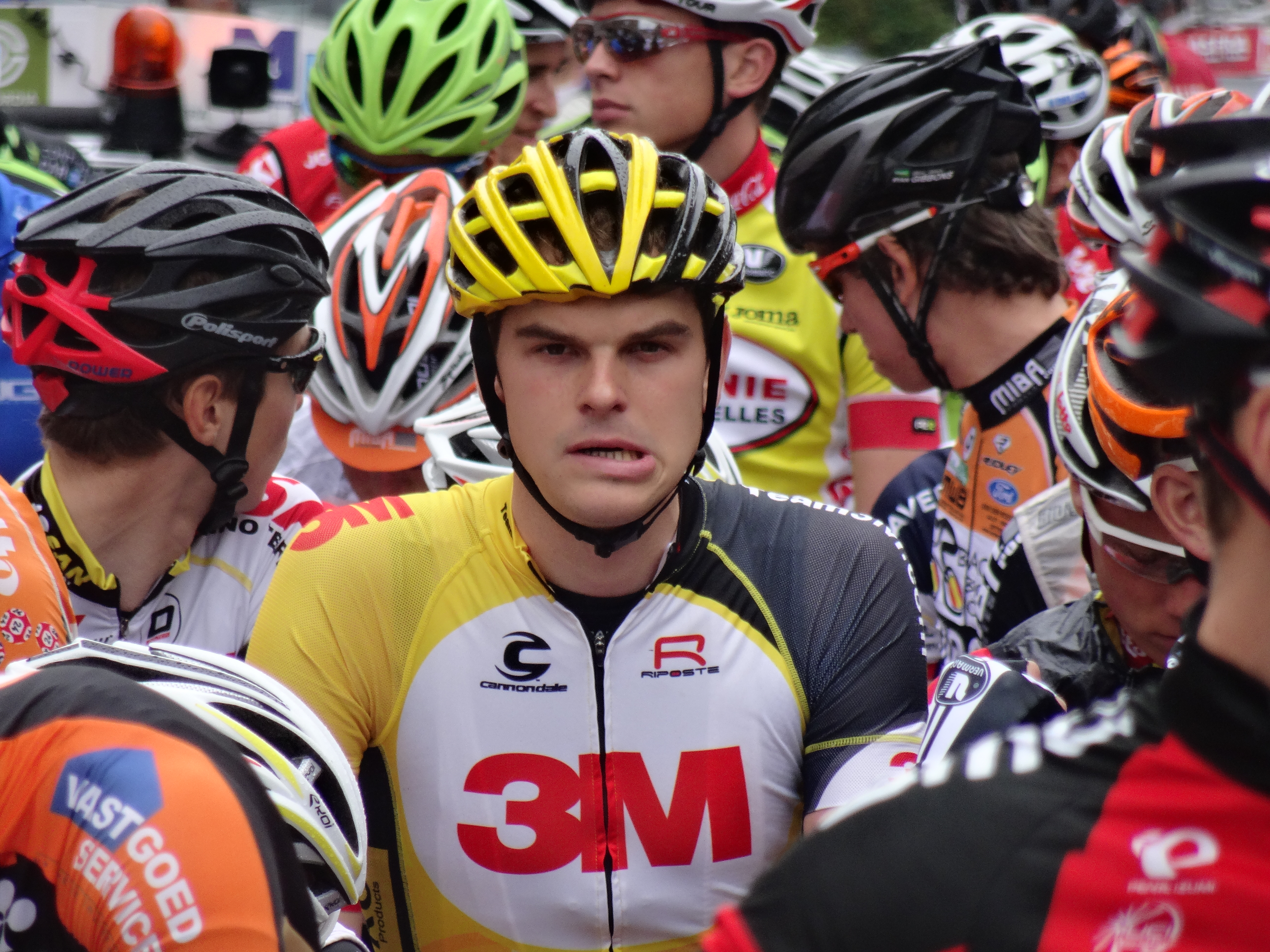
Tim Vanspeybroeck, concentré, peu avant le départ du Circuit Het Nieuwsblad espoirs 2014. Il a été le leader de la Topcompétition durant trois manches. Il termine quatrième.

UCI Europe Tour
| Saison | Classement par équipes | Meilleur coureur au classement individuel |
| ------ | ---------------------- | ----------------------------------------- |
| 2013   | 59e                    | Wouter Wippert (111e)                     |
| 2014   | 65e                    | Michael Vingerling (239e)                 |
| 2015   | 78e                    | Nicolas Vereecken (348e)                  |
| 2016   | 68e                    | Emiel Vermeulen (436e)                    |

## Effectif en 2016
| Cycliste           | Date de naissance  | Nationalité | Équipe 2015                    |  |
| ------------------ | ------------------ | ----------- | ------------------------------ |  |
| Edwig Cammaerts    | 17 juillet 1987    | Belgique    | Veranclassic-Ekoï              |  |
| Jaap de Man        | 28 mars 1993       | Pays-Bas    | 3M                             |  |
| Gertjan De Vos     | 7 août 1991        | Belgique    | 3M                             |  |
| Martijn Degreve    | 14 avril 1993      | Belgique    | 3M                             |  |
| Laurent Évrard     | 22 septembre 1990  | Belgique    | Wallonie-Bruxelles             |  |
| Jelle Goderis      | 24 mars 1991       | Belgique    | Veranclassic-Ekoï              |  |
| Piotr Havik        | 7 juillet 1994     | Pays-Bas    | Rabobank Development           |  |
| Yoeri Havik        | 19 février 1991    | Pays-Bas    | SEG Racing                     |  |
| Dick Janssen       | 1er août 1994      | Pays-Bas    | WV De Jonge Renner             |  |
| Jimmy Janssens     | 30 mai 1989        | Belgique    | 3M                             |  |
| Jérôme Kerf        | 1er septembre 1993 | Belgique    | Verandas Willems               |  |
| Bob Schoonbroodt   | 12 février 1991    | Pays-Bas    | Parkhotel Valkenburg           |  |
| Christophe Sleurs  | 25 juin 1990       | Belgique    | 3M                             |  |
| Ricardo van Dongen | 18 juin 1994       | Pays-Bas    | SEG Racing                     |  |
| Melvin van Zijl    | 10 décembre 1991   | Pays-Bas    | 3M                             |  |
| Emiel Vermeulen    | 16 février 1993    | Belgique    | 3M                             |  |
| Michael Vingerling | 28 juin 1990       | Pays-Bas    | 3M                             |  |
| Kenny Willems      | 27 octobre 1993    | Belgique    | Toekomstvrienden-Rock Werchter |  |